# 果号寺のシブナシガヤ

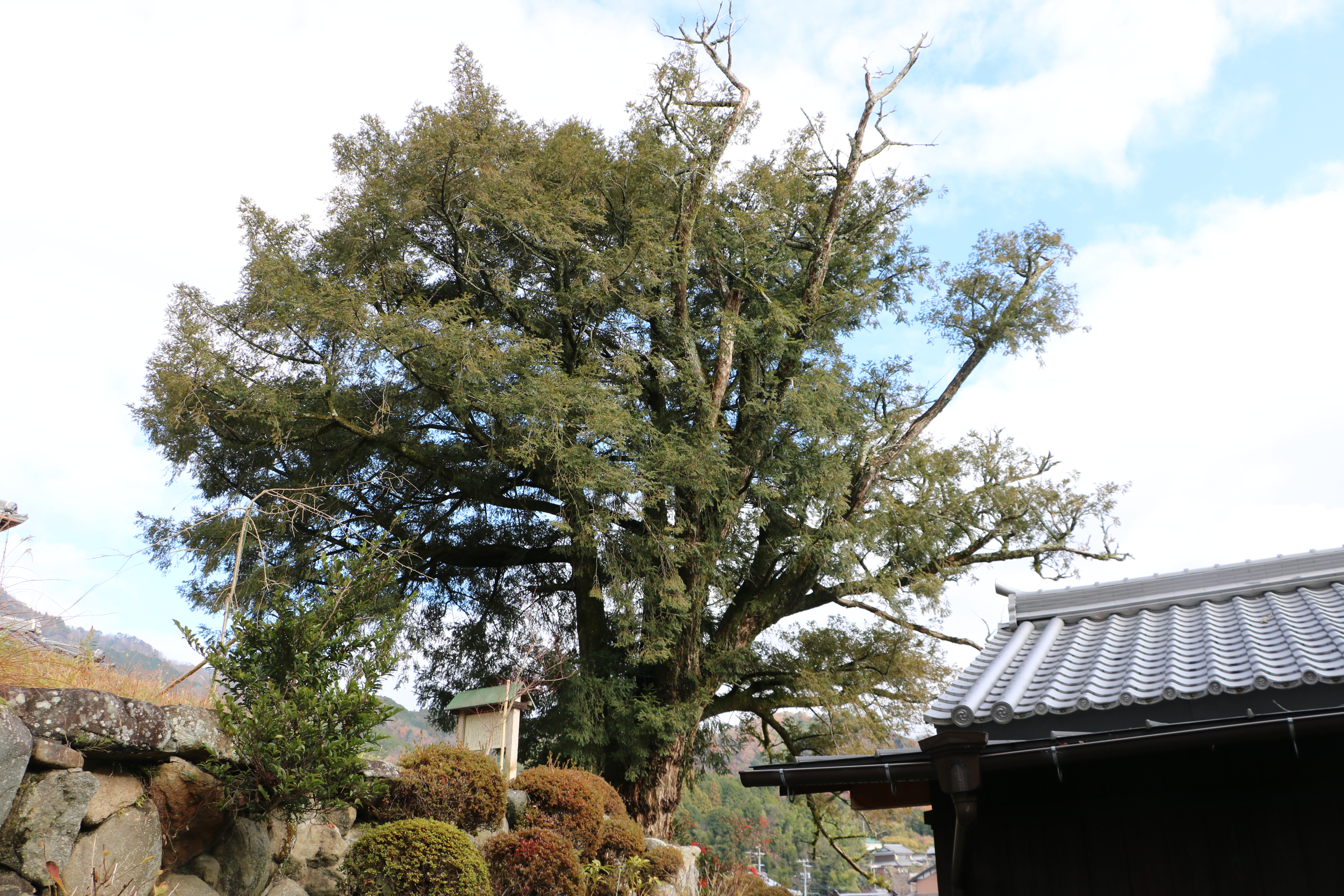
果号寺のシブナシガヤ。2019年12月23日撮影。

果号寺のシブナシガヤ（かごうじのシブナシガヤ）は、三重県伊賀市西山にある国の天然記念物に指定されたシブナシガヤ（渋無榧）である。
カヤ（榧）の変種であるシブナシガヤの種子は通常のカヤの種子と異なり、胚乳全体を囲むように着いている渋皮が全く存在しない、もしくはあっても取れやすいといった特徴があり、種子の殻を割ると、中から渋皮のない白い胚乳が直接露出しているため、昔から「蜂の子ガヤ」「白米ガヤ」などと呼ばれ珍重されてきた。
国の天然記念物に指定されたシブナシガヤは、枯死により指定解除されたものも含めて日本全国に3件しか存在せず、果号寺のシブナシガヤはそのうちのひとつである。1932年（昭和7年）7月25日に国の天然記念物に指定された。1997年（平成9年）に三重県が選定した『みえの樹木百選』のひとつにも選ばれている。

## 解説

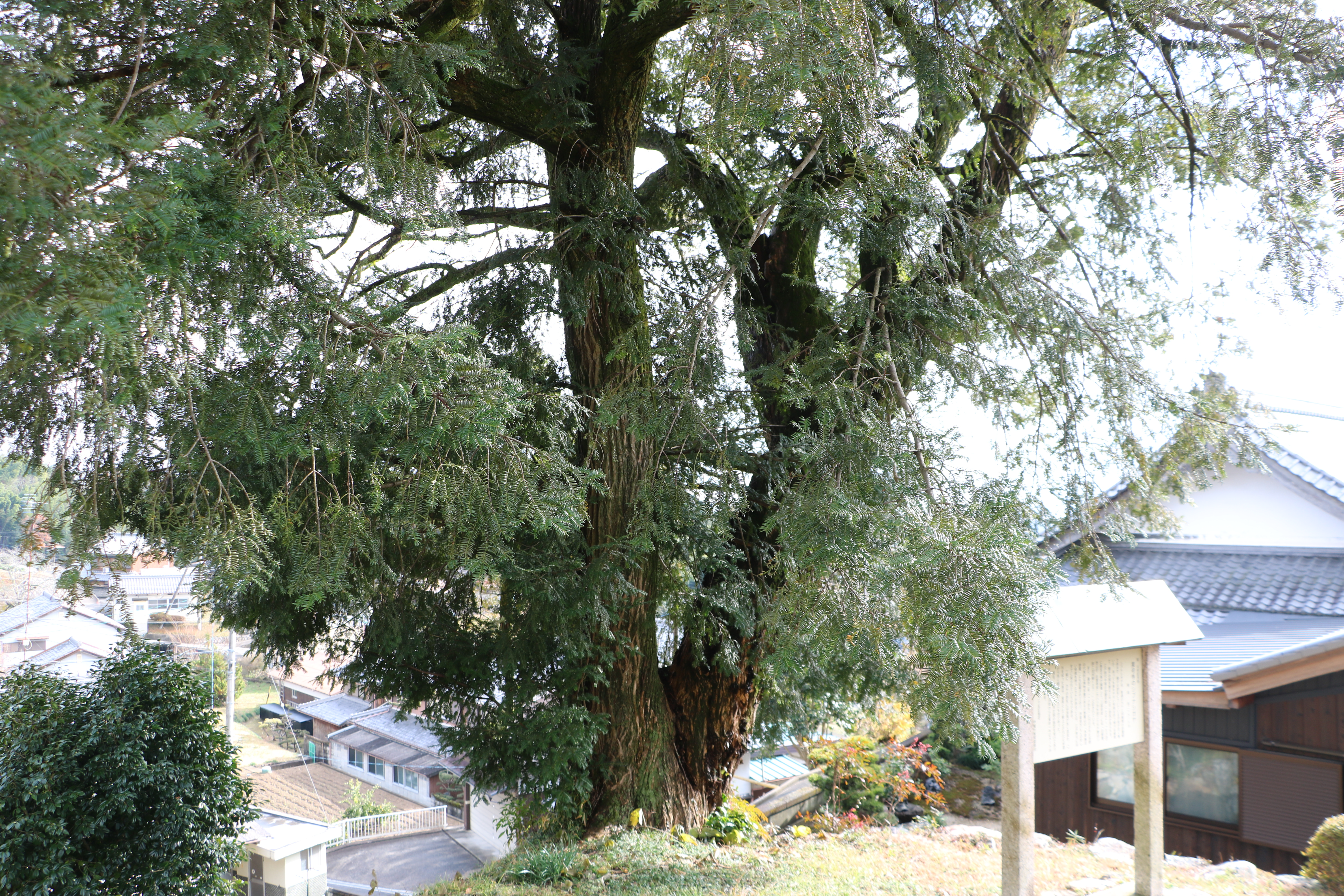
果号寺のシブナシガヤ。2019年12月23日撮影。

果号寺のシブナシガヤのある西山地区は、三重県北西部の伊賀盆地北西、滋賀県甲賀市との境界にある御斎峠の南東麓に位置しており、シブナシガヤのある浄土宗果号寺は家屋と畑地が混在する標高約220 - 230メートルの傾斜地に所在している。国の天然記念物に指定されたシブナシガヤは果号寺本堂に隣接した境内の東北隅に生育しており、地表からの高さ50センチメートルでの幹囲は370センチメートル、地表高90センチメートル付近より3本の幹に分岐している。枝張りは東西約15メートル、南北約18メートル、樹高約20メートルの高木であり、樹勢は旺盛で毎年、夏の終り頃に多くの実をつける。
樹齢は不明であるものの、本樹は後述する江戸期の史料中にも記載が見られることから、古くから知られた古木である。生育する伊賀地方から西隣の奈良県北東部の山辺郡一帯にはカヤの古木が多く見られるが、これはカヤの種子の胚乳に多く含まれる油脂から搾り取った植物油が最上級の食用油であったことから、この地方に多数植樹されたことによるものであるという。
これらの中でも果号寺のシブナシガヤは渋皮のない珍しいものとして古くより知られており、江戸時代中期の宝暦年間（1751年 - 1764年）に、藤堂藩上野城城代藤堂元甫によって編纂された地誌『三国地誌』の中では、
| 白榧實、西山村、此實尋常ニカハリ渋外皮ニツキテ實白シ故ニ白米榧トヨブ。 |
| 藤堂元甫『三国地誌』                                                   |

と記されており、また、著名な本草学者である小野蘭山による『本草網目啓蒙』の嘉永版（嘉永2年/1849年）の巻37、第6枚の裏には、
| 一種しぶなしガヤアリ、しぶ皮核ニ着イテ仁ニ着カズ、故ニはちのこトモ呼ブ、濃州多良及び伊州上野ニモアリ伊賀方言しろがやと言フ。 |
| 小野蘭山『本草網目啓蒙』 |

このように記載されており、当時より渋皮のない珍しいカヤ（榧）が伊賀地方にあることが知られていたことがわかる。
国の天然記念物に指定されたカヤは巨樹や変種を含め日本全国に15件あるが、そのうちの特徴的な珍しい種子を持つ個体について、林野庁所管の国立研究開発法人森林研究・整備機構の関西育種場（岡山県勝田郡勝央町）では、果号寺のシブナシガヤを含むヒダリマキガヤ・コツブガヤなど次に挙げる、
- 果号寺のシブナシガヤ（三重県伊賀市）
- 高倉神社のシブナシガヤ（三重県伊賀市）
- 庫蔵寺のコツブガヤ（三重県鳥羽市）
- 熊野のヒダリマキガヤ（滋賀県蒲生郡日野町）
- 建屋のヒダリマキガヤ（兵庫県養父市）

国の天然記念物に指定された上記5件のカヤを保存種としてクローン収集し、保存・定植している。

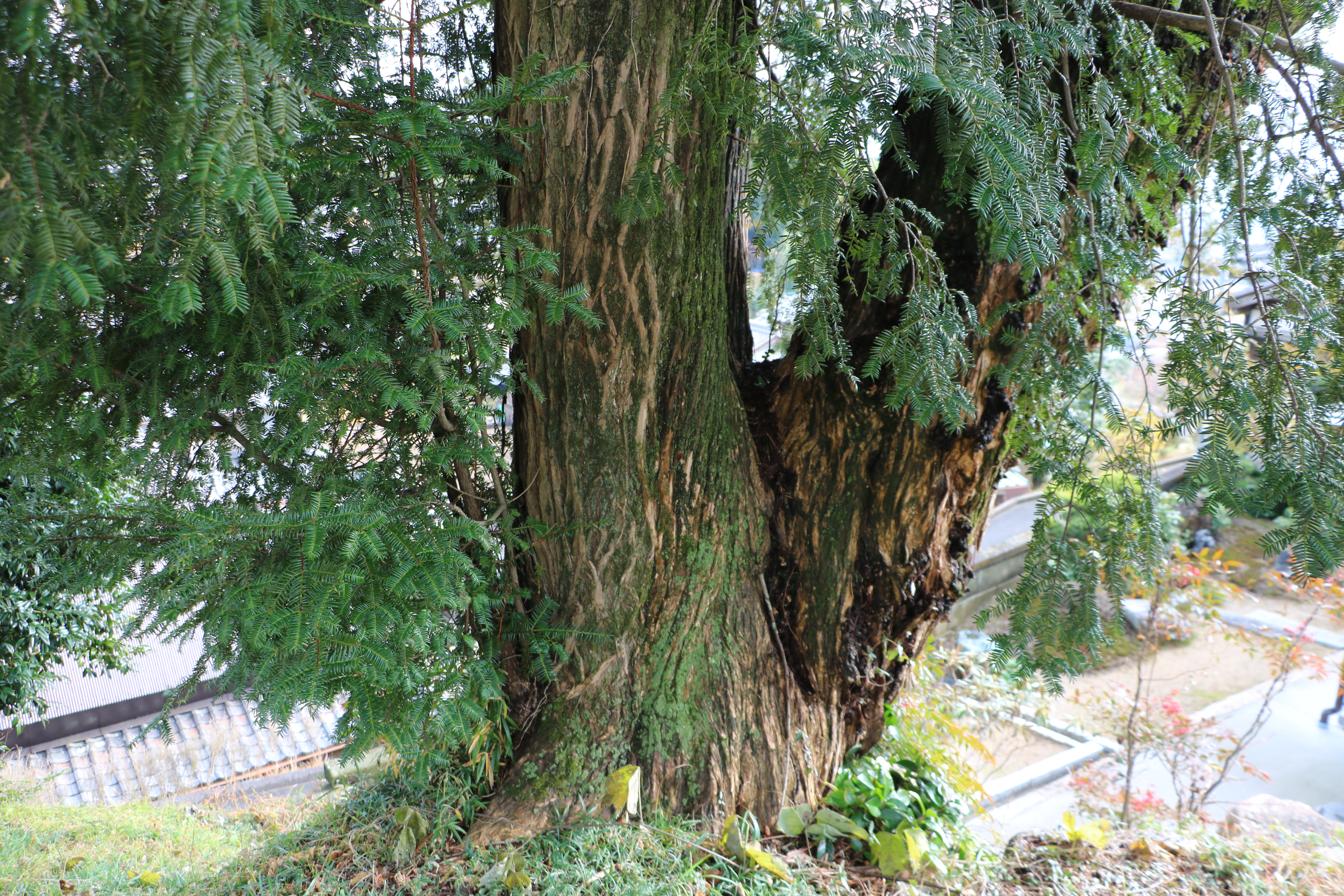
根本付近。
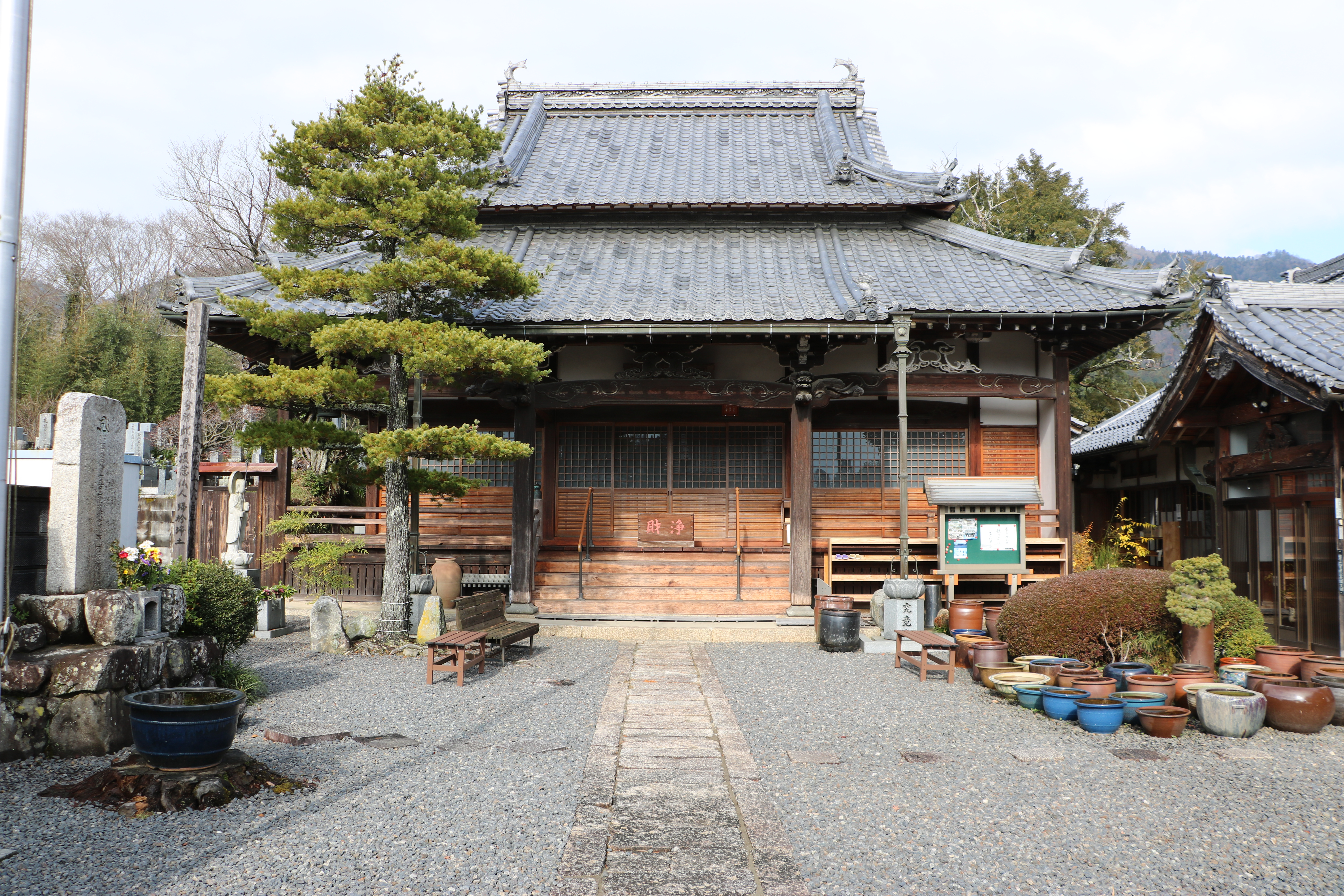
果号寺本堂。天然記念物のシブナシガヤが本堂右後方瓦越しに見える。
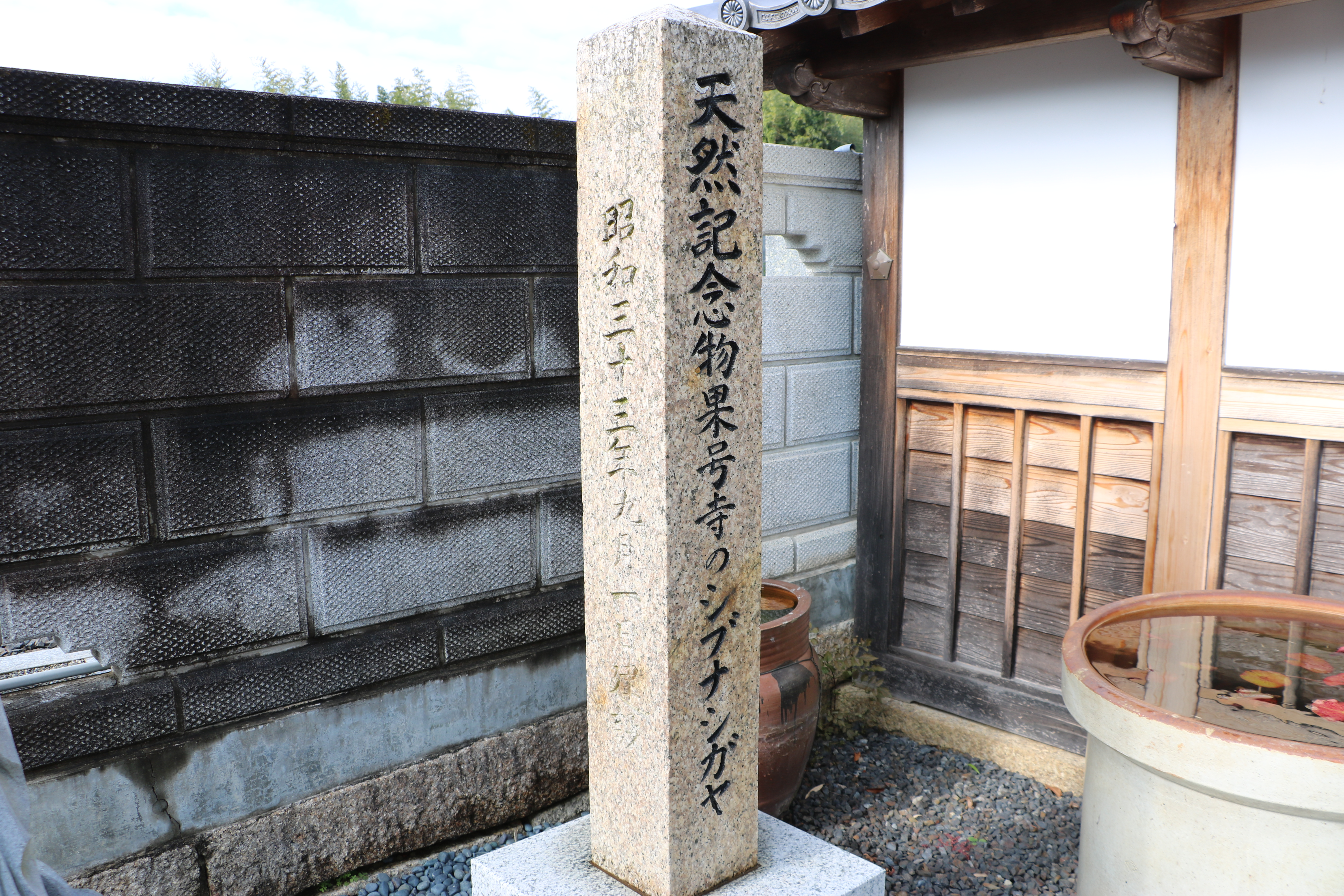
山門脇にある天然記念物指定石碑。

## 交通アクセス
所在地
- 三重県伊賀市西山1182[7]。

交通
- 伊賀鉄道伊賀線上野市駅下車。路線バス 三重交通西山線乗車約20分、中出バス停下車、徒歩約5分[10]。
- 名阪国道上野インターチェンジから車で約15分[10]。